# سیکلامن (رنگ)
سیکلامن رنگی است که نمایانگر رنگ گل‌های سیکلامن است. نام آن از این گل گرفته شده است.

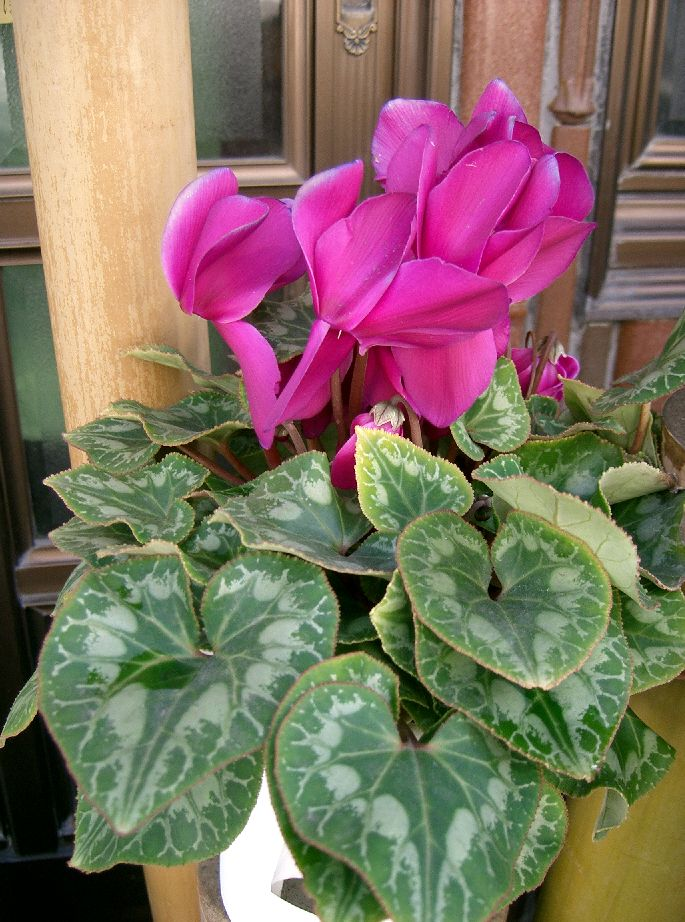
سیکلامن صورتی

سال نخستین استفاده ثبت‌شده از سیکلامن به عنوان نام رنگ در انگلیسی در حال حاضر ناشناخته است.